# Virentofta
Virentofta är ett delområde i stadsdelen Husie, östra Malmö. 
Virentofta ligger öster om Videdalsvägen, söder om Sallerupsvägen, gränsar mot Stenkällan i söder och Östra Skrävlinge i öster. Området består både av villor, radhus och flerfamiljshus, främst byggda på 1920-, 1930-, 1960- och 1970-talen. 
I Virentofta ligger Husieskolan (F-6), byggd redan 1924.